# Pavel Kantor
Pavel Kantor (* 17. srpna 1991 v Českých Budějovicích) je český hokejový brankář, v současné době působící v týmu HKm Zvolen. Mimo Česka působil i v Norsku a ve Velké Británii.

## Hráčská kariéra
- 2004/2005 HC České Budějovice
- 2005/2006 HC České Budějovice
- 2006/2007 IHC Písek
- 2007/2008 IHC Písek
- 2008/2009 HC České Budějovice
- 2009/2010 Jutul IL (Norsko)
- 2010/2011 HC České Budějovice
- 2011/2012 HC Mountfield, KLH Vajgar Jindřichův Hradec
- 2012/2013 HC Mountfield, IHC Písek
- 2013/2014 Mountfield HK
- 2014/2015 Mountfield HK
- 2015/2016 HC Vítkovice Steel [1]
- 2016/2017 LHK Jestřábi Prostějov
- 2017/2018 HC Verva Litvínov
- 2018/2019 BK Mladá Boleslav, HC Oceláři Třinec
- 2019/2020 Sheffield Steelers, HC Dynamo Pardubice
- 2020/2021 HC Dynamo Pardubice, HC Stadion Vrchlabí
- 2021/2022 Aqotec Orli Znojmo
- 2022/2023 HC Mikron Nové Zámky
- 2023/2024 HC Mikron Nové Zámky
- 2024/2025 HKM Zvolen

## Soukromý život
Je také členem týmu Real TOP Praha, v jehož dresu se zúčastňuje charitativních zápasů a akcí.